# Видимир I
Видимир I (Відімер) (†473) — король частини остготів в Паннонії, правив в 469—473.
Син Вандалара, брат королів Валамир і Теодимира. В кінці літа або початку осені 473 готи Видимира, зібравши врожай, покинули Паннонію та вторглися в Італію, проте зазнали там декілька поразок. Саме тут Видимир і помер у 473.